# Лошаков, Афанасий Ильич
Афанасий Ильич Лошаков (1918—1944) — капитан Рабоче-крестьянской Красной Армии, участник Великой Отечественной войны, Герой Советского Союза (1944).

## Биография
Афанасий Лошаков родился 26 марта 1918 года в селе Абрамовка (ныне — Вышгородский район Киевской области Украины). В 1938 году Лошаков был призван на службу в Рабоче-крестьянскую Красную Армию. Окончил пехотное училище.
К апрелю 1944 года старший лейтенант Афанасий Лошаков командовал стрелковым батальоном 9-го гвардейского стрелкового полка 3-й гвардейской стрелковой дивизии 4-го Украинского фронта. Отличился во время освобождения Крыма. 8 апреля 1944 года батальон Лошакова прорвал немецкую оборону и первым ворвался в город Армянск, уничтожив около 200 солдат и офицеров противника (3 уничтожил лично Лошаков), ещё 20 взяв в плен. В районе деревни Джулга батальон подвергся немецкой контратаке. В том бою Лошаков получил контузию, но продолжал сражаться, пока контратака не была отбита. Его батальон отличился также во время боёв за Ишуньские укрепления, уничтожив более 150 солдат и офицеров противника и 3 танка, а затем первым ворвался в Евпаторию.
Указом Президиума Верховного Совета СССР от 16 мая 1944 года за «успешные боевые действия по прорыву вражеской обороны и освобождение городов Армянск и Евпатория, за проявленные при этом мужество и героизм» старший лейтенант Афанасий Лошаков был удостоен высокого звания Героя Советского Союза. Орден Ленина и медаль «Золотая Звезда» он получить не успел, так как 30 июля 1944 года погиб в боях за город Мати Латвийской ССР. Похоронен в Похоронен в Шета (Seta) Литовская республика.
Был также награждён орденом Отечественной войны 1-й степени и рядом медалей.